# Makak rozczochrany
Makak rozczochrany, makak manga (Macaca sinica) – gatunek ssaka naczelnego z podrodziny koczkodanów (Cercopithecinae) w obrębie rodziny koczkodanowatych (Cercopithecidae). 

## Zasięg występowania
Makak rozczochrany występuje w zależności od podgatunku:
- M. sinica sinica – makak rozczochrany – północno-wschodnia i południowo-wschodnia Sri Lanka (strefa sucha).
- M. sinica aurifrons – makak złotoczelny – południowo-zachodnia Sri Lanka (niziny strefy wilgotnej od wybrzeża do około 2000 m n.p.m.).
- M. sinica opisthomelas – makak wyżynny – południowo-środkowa Sri Lanka (tereny górskie powyżej 1800 m n.p.m.).

## Taksonomia
Gatunek po raz pierwszy zgodnie z zasadami nazewnictwa binominalnego opisał w 1771 roku szwedzki przyrodnik Karol Linneusz, nadając mu nazwę Simia sinica. Miejsce typowe według oryginalnego opisu to „Indie Wschodnie” (łac. Habitat in India orientali), prawdopodobnie może to być Sri Lanka. Linneusz swój opis oparł na „Bonnet-chinois” Buffona z 1766 roku, którym był młodociany samiec o nieznanej historii.
M. sinica należy do grupy gatunkowej sinica. Rozmieszczenie gatunków w tej grupie jest allopatryczne lub parapatryczne i rozciąga się od Sri Lanki do wschodnio-środkowej Chińskiej Republiki Ludowej. Żołądź prącia z tej grupy jest bardzo charakterystyczny: wierzchołek jest strzałkowaty, zwężony ku czubkowi i ma mniej niż 30 mm długości. Zgłaszano przypadki albinizmu. Pomiędzy podgatunkami występują pewnego rodzaju intergradacje. 
Autorzy Illustrated Checklist of the Mammals of the World rozpoznają trzy podgatunki. Podstawowe dane taksonomiczne podgatunków (oprócz nominatywnego) przedstawia poniższa tabelka:
| Podgatunek         | Oryginalna nazwa                  | Autor i rok opisu | Miejsce typowe                                                | Holotyp |
| ------------------ | --------------------------------- | ----------------- | ------------------------------------------------------------- | --- |
| M. s. aurifrons    | Macaca sinica aurifrons           | Pocock, 1931      | Rayigam, Prowincja Zachodnia, południowo-zachodnia Sri Lanka. | Płaska skóra młodocianego samca (sygnatura BMNH Mammals 1930.11.1.38) ze zbiorów Muzeum Historii Naturalnej w Londynie; okaz zebrał w latach 1913–1914 E.W. Mayor.       |
| M. s. opisthomelas | Macaca (Zati) sinica opisthomelas | Osman Hill, 1942  | Płaskowyż Hortona, Prowincja Środkowa, Sri Lanka.             | Skóra i czaszka dorosłego samca (sygnatura BMNH Mammals 1949.515) ze zbiorów Muzeum Historii Naturalnej w Londynie; okaz zebrany w grudniu 1941 roku przez autora opisu. |

### Etymologia
- Macaca: port. macaca, rodzaj żeński od macaco „małpa”; Palmer sugeruje, że nazwa ta pochodzi od słowa Macaquo oznaczającego w Kongu makaka i została zaadoptowana przez Buffona w 1766 roku[21].
- sinica: średniowiecznołac. Sinicus „chiński, Chińczyk”, od łac. Sinai „chiński, Chińczyk”, od gr. σιναι sinai „chiński”[22].
- aurifrons: łac. aurum, auri „złoto”; frons, frontis „czoło, przód”[23].
- opisthomelas: gr. οπισθε opisthe „tył, z tyłu”; μελας melas, μελανος melanos „czarny”[24].

## Morfologia
Długość ciała (bez ogona) samic 40–45 cm, samców 44–53 cm, długość ogona samic 46–57 cm, samców 51–62 cm; masa ciała samic 2,3–4,3 kg, samców 4,1–8,4 kg. Grzbiet czerwonawo- lub żółtobrązowy, spód białoszary. Skóra na twarzy nie jest owłosiona, u dorosłych samic może przybierać czerwony kolor.  

## Tryb życia
Makak rozczochrany prowadzi nadrzewny, dzienny tryb życia. Żywi się głównie owocami, kwiatami i owadami. Zamieszkuje głównie lasy galeriowe i podobne siedliska położone nad wodą. Żyje z dala od siedzib ludzkich.
Makaki rozczochrane są zwierzętami socjalnymi, żyją w stadach złożonych najczęściej z 20–25 osobników. W stadzie obowiązuje hierarchia po linii matki (Dittus, 1979). Po ciąży trwającej ok. 5 miesięcy samica rodzi jedno młode.

## Status zagrożenia
W Czerwonej księdze gatunków zagrożonych Międzynarodowej Unii Ochrony Przyrody i Jej Zasobów został zaliczony do kategorii EN (ang. endangered ‘zagrożony’).
Liczebność populacji tego gatunku zmniejsza się. W 1976 roku była szacowana na 600 000 osobników.